# Wakaya Island Airport
Wakaya Island Airport är en flygplats i Fiji. Den ligger i den östra delen av landet, 80 km nordost om huvudstaden Suva. Wakaya Island Airport ligger 1 meter över havet.
Terrängen runt Wakaya Island Airport är platt.  Det finns inga samhällen i närheten. 